# Cheap Thrills
Cheap Thrills este al doilea album al grupului Big Brother and The Holding Company și ultimul cu Janis Joplin ca solistă vocală.

## Lista pieselor
1. „Combination of The Two” (Sam Andrew) (5:47)
2. „I Need a Man to Love” (Andrew, Joplin) (4:54)
3. „Summertime” (George Gershwin, Ira Gershwin, DuBose Heyward) (4:00)
4. „Piece of My Heart” (Bert Berns, Jerry Ragovoy) (4:15)
5. „Turtle Blues” (Joplin) (4:22)
6. „Oh, Sweet Mary” (Peter Albin, Andrew, David Getz, James Gurley, Joplin) (4:16)
7. „Ball and Chain” (Big Mama Thornton) (9:02)

## Discuri single
- „Piece of My Heart” (1968)